# Narodowa Agencja Wymiany Akademickiej
Narodowa Agencja Wymiany Akademickiej (NAWA) – instytucja państwowa z siedzibą w Warszawie, realizująca zadania z zakresu umiędzynarodowienia szkolnictwa wyższego i nauki.

## Status
Agencja działa od 1 października 2017, na podstawie Ustawy z dnia 7 lipca 2017 r.
Nadzór nad działalnością agencji pod względem legalności, rzetelności, celowości i gospodarności sprawuje minister właściwy do spraw szkolnictwa wyższego. W maju 2020 roku Prezes Rady Ministrów Mateusz Morawiecki na stanowisko dyrektora Narodowej Agencji Wymiany Akademickiej mianował Grażynę Żebrowską. 15 sierpnia 2022 roku na stanowisko dyrektora mianowany został Dawid Kostecki. 1 października 2024 roku Prezes Rady Ministrów Donald Tusk na stanowisko dyrektora powołał Wojciecha Karczewskiego.

## Zadania
Zgodnie z ustawą do zadań agencji należy:
- inicjowanie i realizowanie działań wspierających międzynarodową wymianę akademicką oraz proces umiędzynarodowienia polskich uczelni i jednostek naukowych;
- upowszechnianie informacji o polskim systemie szkolnictwa wyższego i nauki;
- upowszechnianie języka polskiego poza granicami Rzeczypospolitej Polskiej.

W ramach realizacji powyższych zadań agencja realizuje programy mobilności akademickiej w czterech kategoriach:
- programy dla studentów
- programy dla naukowców
- programy dla instytucji
- promocja języka polskiego.

Ponadto Narodowa Agencja Wymiany Akademickiej rozpowszechnia informacje o polskim systemie szkolnictwa wyższego oraz prowadzi kampanię promocyjną pod hasłem Ready, Study, Go! Poland, której celem jest popularyzacja studiów w Polsce na całym świecie. W ramach kampanii agencja prowadzi stronę internetową z praktycznymi informacjami dotyczącymi studiów w Polsce oraz realizuje polskie stoiska narodowe na międzynarodowych targach edukacyjnych.
Narodowa Agencja Wymiany Akademickiej współpracuje z kluczowymi w zakresie szkolnictwa wyższego i nauki organizacjami międzynarodowymi, m.in. amerykańskim Institute of International Education, Academic Cooperation Association (ACA) oraz analogicznymi instytucjami narodowymi jak niemiecka Deutscher Akademischer Austauschdienst (DAAD), brytyjska British Council lub francuska Campus France. W 2024 roku budżet Narodowej Agencji Wymiany Akademickiej wynosił 247 milionów zł. 

## Lista dyrektorów
Dyrektorzy Narodowej Agencji Wymiany Akademickiej
- Łukasz Wojdyga (2017–2020)
- Agnieszka Stefaniak-Hrycko (w 2020, jako p.o.)
- Grażyna Żebrowska (2020–2022)
- Dawid Kostecki (2022–2024)
- Zofia Sawicka (w 2024, jako p.o.)[11]
- Wojciech Karczewski (od 2024)[12]

## Odznaczenia
- Odznaka Honorowa za Zasługi dla Polonii i Polaków za Granicą (2023)[13]